# کونگزفیوردن

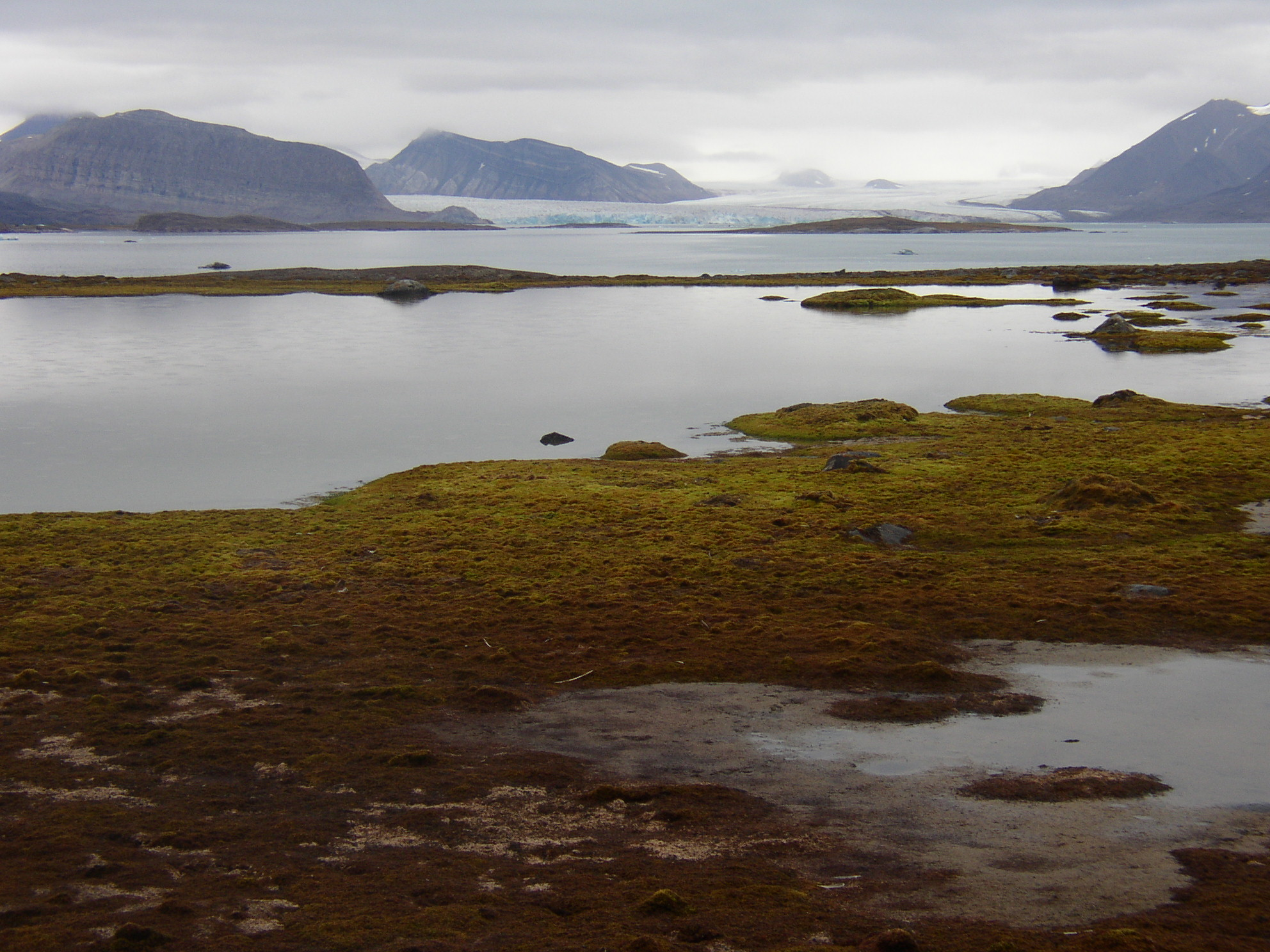
آبدره کونگزفیوردن

کونگزفیوردن (انگلیسی: Kongsfjorden) یا فیورد کونگ و خلیج کینگز، یک خلیجک در ساحل غربی جزیره اسپیتس‌برگن است که بخشی از مجمع‌الجزایر سوالبار در اقیانوس شمالگان به‌شمار می‌رود. این خلیجک ۲۶ کیلومتر طول دارد و عرض آن بین ۶ تا ۱۴ کیلومتر است.